# Endless Space 2
Endless Space 2 — відеогра жанру глобальної покрокової стратегії, розроблена французькою компанією Amplitude Studios. Продовження гри Endless Space, що розвиває ідеї попередниці. Випущена 19 травня 2017 року для Microsoft Windows і Mac OS X.
Гра присвячена розвитку космічних цивілізацій у галактиці, якою правили могутні Нескінченні (англ. Endless), загиблі у війні одних з одними. Теперішні цивілізації борються між собою за панування над галактикою і досягнення власних цілей, використовуючи спадок Нескінченних.

## Ігровий процес

Карта галактики в Endless Space 2: зоряні системи, сполучені струнами і лозами (цивілізація Незламних)

### Розвиток цивілізації
Endless Space 2 розвиває ідеї Endless Space та Endless Legend. Гравець покроково розвиває свою цивілізацію, для чого освоює зоряні системи, колонізує планети, турбується про добробут населення, керує політикою, проводить дослідження і налаштовує стосунки з іншими цивілізаціями. Перед початком гри гравець обирає рівень складності, цивілізацію, параметри галактики (розмір, форма, щільність і вік), кількість суперників, умови досягнення перемоги, швидкість гри та імовірність різних подій. За один хід, залежно від наявних ресурсів, можуть виконатися кілька подій: будівництва, переміщення флотів і таке інше. Для кожної цивілізації є низка завдань, які складають сюжет. Періодично трапляються змагальні завдання між цивілізаціями, за виконання яких переможець отримує винагороду.
Зоряні системи поєднані струнами й червоточинами, на розміщення яких впливає форма галактики. На відміну від Endless Space, можливе і вільне, проте повільне, переміщення між зорями завдяки технології варпу. Початково гравцеві відома тільки загальна будова галактики і сигнали, що вказують на потенційно корисні об'єкти. Шляхом розсилання флотів і зондів стають видимими зорі з планетами й шляхами між ними. На старті гравцеві за більшість цивілізацій доступна одна система і два кораблі: розвідувальний і колонізаційний. В цій грі більший акцент робиться на управлінні системами загалом, а планетам надається спеціалізація на якійсь сфері життя держави. Колонізації передує встановлення аванпосту, чим заявляються права на систему. Кожна планета по-різному придатна для життя. Так, вулканічні дозволяють більше розвивати виробництво, а на лісових добувається більше їжі. Деякі з них мають аномалії, що надають бонуси чи штрафи. Додатково зоряні системи об'єднуються в сузір'я, кожне з яких надає свій бонус.
Аналогічно до попередниці, для розбудови цивілізації потрібні ресурси: їжа, індустрія, «прах», наука, і вплив (FIDSI: food, industry, dust, science, influence). Їжа потрібна для підтримання життя і зростання населення. Індустрія служить мірою ефективності виробництв і впровадження технологій. «Прах» є універсальним платіжним засобом, який витрачається на пришвидшення виробництв, утримання будівель, флотів, покупку ресурсів на ринку. Наука використовується для вивчення нових технологій. Вплив необхідний для налаштування відносин з сусідами. На планетах, астероїдах і в туманностях у міру розвитку технологій стає можливим добувати стратегічні ресурси, такі як рідкісні хімічні елементи, і ресурси розкошу. Останні необхідні для підвищення загального рівня системи, даючи різні бонуси на одиницю населення. Вищі рівні вимагають їх більше і різноманітніших. На галактичному ринку продаються і купуються ресурси, наймаються герої та кораблі. Існує космічна біржа, загальна для всіх держав, яка впливає на ціни. Що більша пропозиція товару, тим нижча ціна за його одиницю. Між системами може відбуватися торгівля, що приносить «прах». Що довший торговий шлях — тим більший прибуток.
Технології відкриваються в міру розвитку науки та поділені за чотирма секторами: економіка і торгівля, наука і розвідка, розвиток імперії, військова справа. Всередині секторів є кілька рівнів, де технології кожного наступного дорожчі за попередні. Держави можуть обмінюватися знаннями або знайти готові технології колишніх цивілізацій.
Перемога досягається очками (набрати найбільшу кількість очок за досягнення в різних сферах життя за певну кількість кроків), пануванням (захопити столиці всіх інших великих цивілізацій), наукою (дослідити 4 найвищі технології), економікою (добути найбільше «праху» за певну кількість кроків), завоюванням (особисто або у складі альянсу володіти певною кількістю систем) і будівництвом «Чуда» (збудувати певну кількість «Обелісків Усього простору-часу»).

### Політика
Існує 4 форми правління: демократія, республіка, федерація і диктатура. Цивілізаціям початково притаманна одна, але з часом відкриваються інші. В державі може бути кілька партій, правляча визначає тенденції розвитку та доступні закони. Кожен закон надає бонуси в одній зі сфер життя. Від форми правління залежить скільки саме партій може бути в державі, сила їхніх бонусів і схильність населення до непокори.
Кожна планета може мати декілька комірок, кожну з яких займає одиниця населення. Воно працює на благо держави, добуваючи ресурси та воюючи. В Endless Space 2 населення цивілізації може складатися з різних розумних видів: панівного і малих місцевих цивілізацій чи жителів підкорених планет противників. Населення володіє параметром «схвалення» (англ. Approval), який залежить від задоволення базових потреб виду, духовного життя і слідування ідеології. Прихильні планети дають збільшене виробництво ресурсів, неприхильні, перенаселені та бунтівні — зменшене. У держави існує ліміт на володіння системами, після якого зростатиме загальне невдоволення. В разі масових бунтів автоматично зміниться форма правління, але гравець може придушити їх або заспокоїти населення, роздавши ресурси розкошу.
Губернаторами планет і воєначальниками флотів призначаються герої, котрі з часом набувають досвіду і приносять більше користі у довіреній їм сфері. Отримавши певну кількість досвіду, герой може обрати одну з кількох нових можливостей. Центром найму героїв є «Академія», той, на чиїй території вона перебуває, може відслідковувати діяльність всіх героїв у галактиці.
Дипломатичні дії, такі як укладення миру чи оголошення війни, вимагають ресурсу «вплив», генерованого спеціальними установами. При відкритті сусідів відносини завжди мають статус «холодної війни», але кращають або гіршають у міру появи конфліктів чи спільних інтересів. Крім того вплив витрачається на дію законів і вирішення суспільних проблем.

### Флоти і битви
Космічні кораблі гравець або конструює в своїх системах (обмежено тільки ресурсами), або купує на ринку (обмежено пропозицією). Всього є п'ять основних типів кораблів, які гравець вільний налаштувати під свої потреби: корвет, есмінець, крейсер, лінкор і дредноут. Кожен володіє спеціалізацією та різною кількістю комірок для установки вдосконалень. Для виробництва просунутих вдосконалень необхідні стратегічні ресурси.
Битви гравець, як і в Endless Space, не може контролювати безпосередньо. Перед космічним боєм лише обирається тактика, що полягає в маршрутах руху відносно ворога і поведінці кораблів. Битви на поверхнях планет відбуваються також автоматично і залежать від обраної тактики й складу армій: піхоти, бронетехніки та авіації.

### Цивілізації
В Endless Space 2 частину цивілізацій Endless Space було видалено або перетворено на малі цивілізації, змінено характеристики й дизайн старих і введено нові. Кожній з цивілізацій притаманні свої схильності й улюблений тип планет, аналогічний рідній.
- Софо́ни (англ. The Sophons) — низькорослі гуманоїди з холодної планети Хекім, випромінювання зірки якої вплинуло на швидкий розвиток життя. Від природи схильні до досліджень, софони швидко розвивають науку, отримують її додатково від холодних планет. Вони воліють дружити з сусідами та володіють порівняно слабкими бойовими кораблями.
- Невситимі (англ. The Cravers) — створені Нескінченним для війни кіборгізовані, подібні на комах істоти. Невситимі потребують постійних завоювань, а підкорене населення забирають у рабство, що є підставою низького «схвалення», проте збільшеного виробництва всіх базових ресурсів. Походять з пустельної планети Хаск. Не приймають миру, співпраці та торгівлі, але можуть приймати тимчасові перемир'я.
- Люме́ріс (англ. The Lumeris) — гуманоїдні амфібії, що живуть великими сім'ями за законами мафії. Походять з океанічної планети Дженес. Люмеріс не колонізують системи, проте можуть купувати їх у інших великих або малих цивілізацій та продавати власні. Схильні до торгівлі, при цьому їхні торгові шляхи не можуть бути заблоковані. Отримують додатковий «прах» з прихильних планет.
- Водя́ні (англ. The Vodyani) — гуманоїди з парникової планети Чіномі, що постраждали від власної надмірної індустріалізації, але знайшли порятунок завдяки відшуканим технологіям Нескінченних. Вважають себе спадкоємцями Нескінченних, які заслуговують панувати над іншими. Здатні викрадати населення противників задля навернення у свою віру і власного розвитку, отримують більше за інших ресурсів з планет. Володіють кораблями «Ковчегами», які поєднують функції колонізації, добувачів ресурсів і бойових флагманів. Системи перебувають під контролем водяні, поки в них присутній «Ковчег», звичайна колонізація при цьому неможлива.
- Об'єднана імперія (англ. The United Empire) — люди, нащадки колоністів імперії Мезарі. Цивілізація зросла на землеподібній планеті Райя в умовах війн і зберегла мілітаристський лад. Імперці використовують «вплив» для покупки технологій, будівництва і автоматично отримують його з прихильних планет.
- Гора́ціо (англ. The Horatio) — цивілізація, заснована трильйонером Гораціо з імперії Мезарі. Знайшовши станцію клонування Нескінченних, він вирішив, що є найдосконалішим з людства та клонував себе як зразкову істоту. Столицею є острівна планета Гораціо Прайм. Гораціо вміють виділяти корисні гени з інших цивілізацій під своєю владою задля вдосконалення самих себе. Потребують багато їжі, натомість мають дуже прихильне населення.
- Народжені розломом (англ. The Riftborn) — прибульці з іншого виміру Короз. Змушені тікати до всесвіту Нескінченних через руйнівний розлом між вимірами, вони набули форми роботів і осіли на льодяній планеті Авангард. Будучи роботами, не потребують їжі, отримують збільшений прибуток виробництва, праху й науки, а нове населення можуть конструювати на замовлення. Вміють змінювати плин часу в системах, але мають повільні кораблі.
- Незламні (англ. The Unfallen) — миролюбні розумні рослини з джунглевої планети Коясіл, що прагнуть припинити всі війни в галактиці. Отримують додаткову їжу від прихильних планет. Свої та дружніх держав системи обплутують «лозами», від яких отримують бонуси ресурсів. Миттєво колонізують планети, не потребуючи установки аванпостів, але тільки в сусідніх системах, обплутаних «лозами». Здатні пробуджувати в деяких колоніях споріднених собі Хранителів, які збільшують «схвалення» і роблять їх завоювання важчим.
- Стрибуни (англ. The Vaulters) — люди-втікачі з планети Оріга, нащадки Мезарі (події Dungeon of the Endless i Endless Legend), що на своєму кораблі «Арго» подорожували в анабіозі кілька сотень років і врешті опинилися в невідомому регіоні галактики далеко від дому. Ця цивілізація, на відміну від інших, починає гру, не володіючи планетами, але з розвіданими зоряними системами навколо. Вона може колонізувати планети миттєво, проте лише за допомогою «Арго». Раз на кілька ходів корабель здатний заснувати одну колонію безкоштовно і додаткові — за плату. В колонії після цього на нетривалий час настає «Золота доба» з підвищеними виробництвом ресурсів і «схваленням». У своїх системах Стрибуни можуть будувати Брами, крізь які миттєво телепортувати кораблі та евакуйовувати населення. Флот Стрибунів орієнтований на оборону — кораблі мають більше за інших комірок під допоміжні модулі[4].
- Гі́шшо (англ. Hissho) — войовничі птахоподібні гуманоїди з лісистої планети Учі. Використовувалися Нескінченними як гладіатори, а після їх зникнення гішшо шукають сенс життя у військовій доблесті, честі та служінні своїм богам. Вони використовують особливий ресурс кеї, що замінює параметр щастя та відображає пошану населення. Кеї отримується за успішні дії та втрачається за невдалі чи несхвалювані. За кеї активуються особливі можливості в різних сферах життя суспільства. Кораблі гішшо мають багато універсальних комірок, що дозволяє їм легко адаптуватися до різних умов. Особливі судна, «Бегемоти», поширюють навколо зоряних систем зону, в якій бої дають більше кеї. На старті гри гішшо вже володіють одним «Бегемотом»[5].
- Хор Тіні (англ. Umbral Choir) — прадавні спостерігачі в формі туману, що прибули в галактику Нескінченних з метою встановити там мир. Хор Тіні діє приховано і володіє лише однією системою, де й впроваджуються всі вдосконалення та зростає населення. Натомість він може будувати приховані «святилища» для добування ресурсів як у нейтральних системах, так і вже зайнятих іншими цивілізаціями. Столиця Хору може переноситися з однієї системи до іншої. Ці істоти здатні саботувати ворожі планети й таємно впливати на союзників. Їхні кораблі вже на старті гри володіють модулями невидимості[6].
- Накалі́м (англ. Nakalim) — імперія гуманоїдів, що процвітала в часи Нескінченних під керівництвом істоти, відомої як Загублений бог, Собра. Коли Нескінченні знищили Собру, імперія Накалім зупинилася в розвитку і її населення заснуло в анабіозі до кращих часів. Тепер накаліми прокидаються, щоб відновити велич імперії та воскресити свого бога. Накаліми починають гру з багатьма розвиненими технологіями, проте погано розвивають науку. Їхній розвиток залежить від кількості знайдених реліквій імперії, котрі також можна давати героям, щоб збільшити їхню користь. Збудувавши Храми Загубленого бога, накаліми поширюють зону впливу і коли планета іншої цивілізації опиняється в ній, вона може без бою перейти у власність імперії. Накаліми мають особливі стосунки з Академією і, жертвуючи їй планетні системи, отримують бонуси та іменні кораблі[7].

## Розробка
Про розробку продовження Endless Space стало відомо 30 липня 2015 року, перед виставкою Gamescom 2015. Анонс супроводжувався відео, що пов'язувало фінал Endless Legend (відліт з планети Оріга поремонтованого корабля Нескінченних) з новою грою. На виставці, яка відбулася 5-9 серпня в Кельні, було представлено відеоматеріали, що демонстрували ігровий процес, в тому числі нововведення: вибори і перероблені бої. Незадовго до цього компанія SEGA оголосила про придбання Amplitude Studios і стала видавцем Endless Space 2. Проект, згідно обіцянок, мусив з'явитися в Steam Early Access до кінця року.
Перед Gamescom 2016, що відбулася 17 серпня, розробники опублікували два нових трейлера, присвячених двом ігровим фракціям (софонам і Невситимим). Також анонсувалося випустити гру в ранньому доступі Steam до кінця літа. Автори оголосили про старт конкурсу, де учасники зможуть придумати власні фракції для Endless Space 2 — найкращі з'являться в сіквелі. Конкурс був поділений на три етапи: наділити придуману фракцію унікальними геймплейними елементами, розповісти про зовнішній вигляд, описати її культуру.
У ранньому доступі Endless Space 2 з'явилася 6 жовтня 2016 року. Напередодні стало відомо про системні вимоги й особливості звичайного та Deluxe-видання (з додатковими матеріалами). Надалі до гри додавалися виправлення, вдосконалення та нові великі і малі цивілізації. 13 квітня розробники повідомили дату виходу фінальної версії — 19 травня.

## Завантажувані доповнення
- Vaulters — видане 25 січня 2018 року, додає фракцію Стрибунів і механіку дипломатії з піратами: гравець може відкуплятися від них, влаштовувати проти них диверсії, або підтримувати й нацьковувати на ворогів[18].
- Lost Symphony — видане 12 березня 2018 року, додає нову музику та малу цивілізацію Гармонія, що була однією з основних цивілізацій в Endless Space[19].
- Untold Tales — видане 12 березня 2018 року, урізноманітнює гру додатковими завданнями, малими цивілізаціями та героями[20].
- Stories — видане 26 квітня 2018 року безкоштовне доповнення, що надає серію коротких коміксів, присвячених кожній з цивілізацій гри[21].
- Supremacy — видане 2 серпня 2018 року, додає фракцію гішшо та новий клас масивних кораблів — «Бегемотів». Ці кораблі можуть отримувати різну спеціалізацію: наукову, економічну чи військову. Військові «Бегемоти» пропонується обладнувати зброєю для знищення планет і цілих флотів. Для захисту планетних систем з'явилися Цитаделі[22].
- Penumbra — видане 24 січня 2019 року, додає фракцію Хор Тіні, механіку маскування/виявлення кораблів і зламу інфраструктури суперників[6].
- Awakening — видане 12 вересня 2019 року, додає імперію Накалім[23]. Через погане сприйняття гравцями, було перевидане 7 березня 2024 року під назвою Re-Awakening з переробленою механікою боїв і послабленою й менш агресивною Академією[24].
- Dark Matter — видане 6 травня 2021 року, містить 12 багатоступеневих квестів[25].

## Оцінки й відгуки
Endless Space 2 отримала високі оцінки та схвальні відгуки як критиків, так і пересічних гравців. На агрегаторі Metacritic середній бал склав 82 зі 100.
Розважальний сайт IGN оцінив гру у 7,9/10 з вердиктом: «Endless Space 2 є гарною і багатою 4X-грою, з примітною особовістю, прорахованою глибше за рівень простих пікселів. Вона не сильно відхиляється від норм жанру, але надає дійсно відмінний досвід 4X з невеликим відступами в боях і дипломатії». Як і щодо попередньої гри, зауважувалися слабкість дипломатії та схематичність боїв.
GameSpot відзначили оповідь, супровідну до історії кожної цивілізації, різноманітні протиборчі сторони й багатство технологій, яскраве візуальне й музичне оформлення, давши 8/10.